# Уичапан
Уичапан (исп. Huichapan) — небольшой город и административный центр одноимённого муниципалитета в мексиканском штате Идальго. Численность населения, по данным переписи 2010 года, составила 9 051 человек.

## История
Город основан в 1824 году .